# Хуанфран (фудбалер, 1985)
Хуан Франсиско Торес Белен (шп. Juan Francisco Torres Belén; 9. јануар 1985) бивши је шпански фудбалер који је играо на позицији десног бека.

## Клупска каријера
Хуанфран је започео своју омладинску, а касније и професионалну сениорску каријеру у Реал Мадриду. Сезоне 2005/06. био је на позајмици Еспањолу и упркос лошој сезони свог клуба, Хуанфран је показао одличну игру са 36 наступа и једним голом у свим такмичењима за каталонски клуб.
У Осасуни је пружао више него добре партије пошто је постигао гол на својој првој утакмици за клуб против Селте.
Званично је постао члан Атлетико Мадрида 11. јануара 2011. године. Свој први гол за Атлетико постигао је у победи над Мајорком 4:3, посветио га је свом оцу који је преминуо две недеље раније. У клубу је константно пружао добре партије што показује двоцифрен број наступа у шпанској лиги сваке сезоне. У Лиги шампиона постигао је победоносни пенал у шеснаестини финала протв ПСВ Ајндховена. У мају 2019. године објавио је да напушта мадридски клуб.
За Сао Пауло потписао је 3. августа 2019. године и тако постао тек други Шпанац у бразилском клубу.

## Репрезентативна каријера
Након што је прошао скоро све омладинске селекције репрезентације Шпаније и постао најбољи играч Европског првенства до 19 година 2004, за сениорски тим је дебитовао против Србије. Први и једини гол за репрезентацију Шпаније постигао је против Екваторијалне Гвинеје. Обе утакмице су биле пријатељске.

## Успеси

### Клупски
Еспањол
- Куп Краља: 2005/06.

Атлетико Мадрид
- Прва лига Шпаније: 2013/14.
- Куп Краља: 2012/13.
- УЕФА лига Европе: 2011/12, 2017/18.
- УЕФА суперкуп: 2012, 2018.

### Репрезентативни
Шпанија до 19
- Европско првенство до 19 година: 2004.

Шпанија
- Европско првенство: 2012.